# Anapest
Anapest är en stigande versfot som består av tre stavelser, med två obetonade följda av en betonad: kort-kort-lång. Ordet anapest är i normalt uttal således ett exempel på en anapest.
Anapester är vanliga i dramatisk diktning på klassisk grekiska och latin.

## Etymologi
Ordet kommer från det grekiska ana'paistos som betyder "omvänd" eller "tillbakaslagen".

## Exempel
I dessa exempel är den betonade stavelsen understruken.
En minnesregel finns i en dagsvers av Alf Henrikson:
Anapester till häst rycker an.

### Trimeter
Från William Cowpers "Verses Supposed to be Written by Alexander Selkirk" (1782), i anapestisk trimeter:
I must finish my journey alone

### Tetrameter
Ett exempel av anapestisk tetrameter är "A Visit from St. Nicholas" av Clement Clarke Moore (1823):
Twas the night before Christmas and all through the house

Ett exempel från Lord Byrons "The Destruction of Sennacherib":
The Assyrian came down like a wolf on the fold
And his cohorts were gleaming in purple and gold
And the sheen of their spears was like stars on the sea
When the blue wave rolls nightly on deep Galilee.